# Glorian
Glorian (Thomas Gideon) es un personaje que aparece en los cómics estadounidenses publicados por Marvel Comics.

## Historial de publicaciones
Glorian apareció por primera vez en Fantastic Four vol. 1, #135 (junio de 1973), y fue creado por Gerry Conway y John Buscema.

## Biografía del personaje ficticio
Thomas Gideon, hijo del multimillonario Gregory Gideon y su esposa Claire, nació en Rochester, Nueva York. El padre de Thomas preparó un plan para derrotar a los Cuatro Fantásticos en una semana. Como resultado de las maquinaciones de Gregory Gideon, Thomas y la Cosa quedaron accidentalmente atrapados en la máquina del tiempo de Gregory Gideon. Fueron devueltos al presente, y Thomas se reconcilió con su padre.
Años más tarde, Thomas estaba a bordo de un avión de reacción privado con sus padres cuando se vio atrapado en el impulso de calor y la onda expansiva de una prueba rusa de armas nucleares. El avión se estrelló, matando a todos menos a Thomas y su padre. Recogidos por un arrastrero ruso, los dos Gedeones fueron eventualmente hospitalizados. Allí les dijeron que estaban muriendo de envenenamiento por radiación. El anciano Gideon pasó los meses restantes diseñando un dispositivo para tocar los genes mutados del equipo de héroes Cuatro Fantásticos, el cual creía que de alguna manera revertiría su decadencia celular y la de su hijo a expensas de las vidas de los Cuatro Fantásticos. Su esquema egoísta fue frustrado por el equipo de héroe, y el anciano Gedeón fue asesinado cuando su peón, el robot Hombre Dragón, se liberó de su control. En medio de los restos apareció la alienígena Tallador de Mundos, atraída al sitio por los sueños de uno de los secuaces de Gideon. Aunque los sueños del secuaz resultaron inadecuados, el Tallador tomó a Thomas Gideon, lo curó de su envenenamiento por radiación, y tomó a Thomas como su aprendiz de modelador de sueños, para emprender el aprendizaje de las habilidades del Moldeador.
Tallador ayudó a Thomas a alcanzar su verdadero potencial, y Thomas se convirtió en el asistente de Tallador, Glorian. Glorian primero se encontró con el monstruo conocido como Hulk, pero aparentemente fue asesinado. Más tarde se reveló que Glorian era en realidad el transformado Thomas Gideon.
Todavía un terrícola de corazón, Glorian a menudo regresó a la Tierra y se involucró en las vidas de sus superhéroes. En un momento, Glorian viajó a Las Vegas, e intentó ayudar a Hulk dándole el deseo de su corazón. En cambio, sin embargo, Hulk se involucró en un complot contra Glorian por el demonio Satannish, que estaba tras el alma de Glorian. Con el disfraz de "Nick Cloot", Satannish hizo firmar a Glorian un contrato a cambio de ayuda. Al final, Hulk intervino en nombre de Glorian, y así salvó a Glorian del alcance de Satannish. El Tallador de Mundos finalmente salvó a Glorian y lo llevó de vuelta al espacio.
Más tarde, Glorian se sintió atraído por los sueños febriles de los jóvenes mutantes conocidos como la Generación X. Glorian ayudó a los mutantes, que se perdieron en el mar, finalmente los transportó a Los Ángeles a petición de Piel.
Glorian luego reaparece en la miniserie Annihilation en las páginas de Ronan. Él manipula a Gamora y Ronan el Acusador e intenta usar la energía de sus batallas para intentar remodelar el mundo. Esto es interrumpido por las fuerzas de Annihilus, lo que obliga a Glorian a matar en lugar de crear.
Durante la parte de "Últimos Días" de la historia de Secret Wars, Silver Surfer y Dawn se encuentran con Glorian en un área blanca junto a su asistente Zee. Explican a Silver Surfer y Dawn todo sobre las Guerras Secretas. Resulta que Glorian está planeando reconstruir el universo para que los héroes regresen después de que terminen en Battleworld con la ayuda de Tallador de Mundos.

## Poderes y habilidades
El Tallador de Mundos activó las habilidades psiónicas latentes que Thomas Gideon posee (y, supuestamente, todos los seres humanos poseen). Como Glorian, tiene la capacidad de reestructurar las bolsas finitas de la realidad manipulando mentalmente las energías cósmicas que unen a los átomos a lo largo de las líneas de probabilidad. Tiene la capacidad psiónica para tocar y manipular taquiones, partículas subatómicas que viajan no más lento que la velocidad de la luz. Glorian puede usar taquiones para crear puentes hiperespaciales "arcoíris" que pueden transportarse a sí mismo, u otros si está presente, a velocidades de luz trans. Cuando Glorian pisa el puente, las partículas de su cuerpo se convierten en análogos de partículas de taquiones, liberándolo de tales limitaciones físicas como la necesidad de aire o comida durante sus viajes por el espacio. También puede crear bandas de energía tipo arcoíris para unir a un adversario. Presumiblemente Glorian tiene habilidades telepáticas limitadas que le permiten aprender cuáles son los sueños y deseos de otra persona. Glorian solo puede reestructurar la realidad percibida de un volumen con un radio máximo de 5.02 millas (8.08 km) en todas las direcciones desde su persona. Los cambios que haga durarán un máximo de 23.1 horas. (Estas figuras pueden aumentar a medida que Glorian domina sus poderes). Glorian solo puede recrear los aspectos externos de un ser vivo o entorno, y no del ser vivo o del entorno en sí mismo.

## En otros medios

### Televisión
- Glorian aparece en la primera temporada de Avengers Assemble, episodio "El Día Libre de Hulk", con la voz de Robin Atkin Downes. Aparece como un amigo de Hulk y reside en una dimensión dentro de un arco iris. Un maestro artesano, Glorian crea las figurillas de cristal que Hulk guarda en su habitación en la Torre de los Vengadores. Mientras ayuda a Hulk a recuperar su memoria, el Capitán América, Hawkeye y Falcon siguen a Hulk a la dimensión de bolsillo de Glorian. Después de que un fragmento del Badoon-Cylek emergió del vómito de Hulk y fue derrotado por Hulk, Glorian comentó que Hulk es un buen aplastador en comparación con el pasatiempo de la construcción de Glorian.